# La prova (film)
La prova (The Quest) è un film del 1996, diretto e interpretato da Jean-Claude Van Damme.
La trama è ambientata negli anni venti e ruota intorno a un torneo di arti marziali nella misteriosa "città perduta", situata nel profondo Tibet, dove lottatori da tutto il mondo si incontrano per conquistare il "drago d'oro", una preziosa statua realizzata in oro massiccio. Il soggetto è firmato da Van Damme e Frank Dux, alla sua seconda collaborazione con l'attore dopo Senza esclusione di colpi.

## Trama
Un gentile vecchietto, durante la sua passeggiata quotidiana, entra in un bar per prendere un caffè in pace. Poco dopo un gruppo di uomini prepotenti causa problemi al barista, costringendo l'anziano ad intervenire, sfoderando un'inaspettata abilità nell'utilizzo del suo bastone da passeggio nella lotta; affascinato, il barista incomincia a chiacchierare con il vecchietto, che racconta la sua storia.
Molto tempo prima, un giovane artista di strada, di nome Christopher Dubois, si guadagnava da vivere organizzando piccoli spettacoli e rubando insieme ad un gruppo di ragazzini senzatetto, dei quali si prendeva cura. Fuggendo dalla polizia in seguito a una rissa con annessa sparatoria, trova un nascondiglio dentro una nave dove passerà la notte. Al suo risveglio si accorge che la nave è salpata e che appartiene ad un gruppo di contrabbandieri che, dopo averlo sorpreso come clandestino, lo incatenano e lo rendono loro schiavo. In seguito verrà salvato da un altro contrabbandiere, Lord Edgar Dobbs, a cui chiederà aiuto per tornare in America. Dobbs, notando l'abilità di Christopher nella lotta, decide di venderlo ad un vecchio maestro di Muay Thai su un'isola vicino al Siam, con la falsa promessa che una nave sarebbe partita per l'America da lì a due settimane. Costretto a vivere sull'isola, viene iniziato all'arte del Muay Thai dal maestro e dai suoi allievi e apprende l'esistenza del Ghan-gheng, un torneo di arti marziali che si terrà in gran segreto tra i più grandi campioni del mondo e al cui vincitore sarà consegnata un'immensa statua d'oro massiccio dalla forma di drago.
6 mesi dopo, Dobbs e il suo socio Harry Smythe ritrovano Dubois in un incontro di Muay Thai, dove dà prova delle sue abilità acquisite nella lotta. Il giovane parla al contrabbandiere del Ghan-gheng e gli propone di aiutarlo ad entrare nel torneo per rubare il drago d'oro. Affascinato dal premio in palio, Dobbs accetta di aiutare Dubois e lo libera.
Dobbs scopre che gli inviti per la partecipazione al torneo e la mappa per raggiungerlo sono stati consegnati con grande cura da alcuni messaggeri e riservati ai più forti campioni di arti marziali e sport da combattimento. Con l'aiuto della giovane giornalista Carrie Newton, che indende scrivere un articolo sul Ghan-Gheng per il suo giornale, il gruppo accompagnerà il campione degli Stati Uniti, il pugile Maxi Devine, nel viaggio verso il luogo segreto del torneo. Durante il viaggio Dubois reincontrerà il suo maestro insieme all'amico Phang (anche lui partecipante al torneo) ma anche il rude e taciturno Khan, con cui avrà una discussione dopo che questi avrà colpito Devine. Il pugile, intuito il piano di Dubois e dei suoi compagni, lo sfida in combattimento e, dopo aver constatato la propria inferiorità nella lotta, cede volontariamente il suo titolo di campione a Dubois per farlo combattere in sua vece.
Il torneo inizia. L'organizzatore dà il benvenuto ai partecipanti; il primo incontro è Unione Sovietica-Spagna. Il Sambo adoperato dal russo non riesce a competere con i feroci calci dello spagnolo. Al secondo incontro il lottatore giapponese di Sumo spazza via in pochi istanti il karateka di Okinawa. Tocca ora al Savateur francese contro il brasiliano lottatore di Capoeira, che con la sua agilità butta fuori il proprio avversario dal ring. Il campione cinese, esperto di Kung Fu, sconfigge il rappresentante coreano con lo stile del serpente.
Dopo una breve sosta, ricominciano i combattimenti. Scozia-Turchia: il turco ignora i colpi dello scozzese e lo abbatte con un terribile colpo alle parti basse. Phang affronta il campione africano al suono dei tamburi ed esce vincitore. Dopo è il turno di Dubois, che affronta il tedesco praticante di combattimento da strada. Dopo essere stato messo alle strette, Dubois spezza il braccio al nemico e lo finisce con un calcio fenomenale. L'ultimo incontro della giornata vede il campione mongolo Khan (in realtà di etnia tatara) contro quello greco, un combattente leale e maestro della pancrazio, ma viene massacrato.
Nei quarti di finale, tocca a Phang sfidare Khan, che lo massacra di pugni e infine spacca la schiena al siamese, uccidendolo. Chris, commosso per la morte del suo amico, sfida a duello il mongolo. Gli incontri successivi vengono vinti da Giappone che sconfigge la Turchia con un sol colpo, e la Cina che batte il Brasile in una sfida di acrobazie, dimostrandosi un esperto nella tecnica della scimmia ubriaca. Dubois invece affronta lo spagnolo, e dal primo momento finge di essere in difficoltà per essere sconfitto, in modo da aiutare Dobbs e gli altri a rubare il drago d'oro, ma l'orgoglio e il ricordo della morte di Phang, fanno sì che l'incontro venga vinto dagli USA.
Nelle semifinali si scontrano il giapponese e il mongolo. L'incontro dura pochissimo, in quanto il mongolo sferra 5 pugni violenti mettendo K.O il campione di Sumo. Chris combatte successivamente contro il cinese, che pur utilizzando uno stile nuovo (la tigre) viene messo facilmente in difficoltà dall'americano e decide di arrendersi.
Dobbs e Smyhe intanto sono fuori a cercare di rubare il drago d'oro; dopo averlo legato ad un dirigibile rubato ai tedeschi, i due provano a scappare, ma vengono catturati dalle guardie e fatti prigionieri. L'organizzatore del torneo, oltraggiato, decide di condannarli a morte, ma Chris chiede di pagare per la loro libertà, offrendo in cambio il drago d'oro se vincerà il torneo. L'organizzatore accetta la sua richiesta: se Chris vincerà Dobbs e Smythe saranno liberi, se invece verrà sconfitto loro moriranno.
Combattimento finale: Mongolia contro Stati Uniti d'America. Khan è subito in vantaggio, ma Dubois non si arrende e invita il mongolo a continuare il combattimento anche fuori dal ring. Tutti si precipitano fuori dal villaggio, dove i due continuano a combattere fino allo sfinimento. Alla fine, grazie al sostegno di Maxi e Carrie e con grande determinazione, Dubois sconfigge Khan e viene riportato sul ring dagli altri campioni, mentre il mongolo, per il suo comportamento rude ed egoista, viene lasciato nel villaggio privo di sensi.
Il giovane non ebbe il drago d'oro, ma ottenne i meriti dal grande maestro del torneo e la medaglia del dragone, e tornò a New York come promesso, levando i suoi ragazzi dalla strada.

## Produzione
Le riprese del film si sono svolte a Bangkok e Phuket in Thailandia e Montréal, Québec in Canada dal 1º marzo al 17 maggio 1995.

## Accoglienza
La prova è stato distribuito nei cinema il 26 aprile 1996 accompagnato da recensioni prevalentemente negative, che ne hanno evidenziato la sceneggiatura debole e la troppa somiglianza con il precedente successo di Van Damme, Senza esclusione di colpi. Tuttavia, alcuni critici hanno elogiato le splendide location e la performance di Roger Moore, mentre i fan delle arti marziali hanno apprezzato i vari stili di combattimento mostrati nel film.
Al botteghino la pellicola ha riscontrato un modesto successo economico, guadagnando oltre 57 milioni di dollari a fronte di un budget di 30 milioni.